# Línea 429 (Buenos Aires)
La línea 429 es una línea de colectivos de la Provincia de Buenos Aires. Une Pilar con Capilla del Señor. Es operada por Transportes Atlántida S.A.C, que forma parte del Grupo DOTA.

## Ramales de la línea[2][3][4]
- San Martín - Pilar por Ruta Provincial 8 (discontinuado[5])
- Pilar - Capilla del Señor
- Pilar - Capilla del Señor - Zárate[6]

## Comunidad de Usuarios y Guía del 57
Dada la cantidad de ramales con diversos horarios y recorridos, surgieron varias comunidades de pasajeros. La página de Facebook Usuarios de la línea 57 Atlántida, y el Grupo de Usuarios Línea 57 Atlántida. En un trabajo comunitario entre los usuarios y Los Mapas de Ale, surgió una guía, denominada Guía completa de la línea 57, todos los ramales sus horarios y recorridos en un solo lugar, que incluye una extensa recopilación de horarios y recorridos de cada uno de los ramales.